# Maud Ankaoua
Œuvres principales
- Kilomètre zéro : le chemin du bonheur (2017)
- Respire ! : Le plan est toujours parfait (2020)
- Plus jamais sans moi (2023)

Maud Ankaoua, née le 23 octobre 1971,  est une conseillère financière et écrivaine française.

## Biographie

### Éducation
Maud Ankaoua suit des études en finance internationale à Nottingham et à Oxford au Royaume-Uni. Elle est diplômée de l'Institut d'études politiques de Paris, dont elle sort major de sa promotion. 

### Carrière
Elle dirige tout d'abord une agence de publicité. Cependant, une malformation congénitale cardiaque met un frein à sa carrière.
Dans les années 2000, Maud Ankaoua se consacre à la direction financière de différentes start-ups, et cela principalement dans le secteur des nouvelles technologies de l'information et de la communication. Elle décide de vendre sa société en 2010, et organise en suivant un voyage de cinq semaines dans l’Himalaya avec un sherpa.
Maud Ankaoua conseille des dirigeants et des fonds d’investissement dans le secteur des technologies et de la santé. Elle participe au jury des prix iiAwards et innovators under 35.

### Carrière littéraire
En 2017, Maud Ankaoua signe un premier roman, Kilomètre zéro : Le chemin du bonheur, inspiré de son histoire personnelle. À la demande de sa meilleure amie, le personnage principal, Maëlle, directrice financière d'une start-up, met entre parenthèses son quotidien pour réaliser une ascension de l'Annapurna,. 
Passionnée par les relations humaines, l'autrice se consacre à une littérature feel-good autour du bien-être personnel et de la quête de soi,. 
Dans Plus jamais sans moi paru en 2023, l'héroïne part à la découverte d'elle-même cette fois sur les chemins de Saint-Jacques de Compostelle.